# Calci
Calci ist eine italienische Gemeinde mit 6312 Einwohnern (Stand 31. Dezember 2023) in der Region Toskana. Sie liegt in der Provinz Pisa.

## Geografie

Lage von Calci in der Provinz Pisa

Die Gemeinde liegt etwa 60 km westlich der Regionalhauptstadt Florenz und etwa 10 km östlich der Provinzhauptstadt Pisa in dem kleinen Tal Valgraziosa, am Fuß der Hügelkette des Monte Pisano unterhalb und südwestlich des Monte Serra in der klimatischen Einordnung italienischer Gemeinden in der Zone D, 1 628 GR/G. Der Fluss Zambra durchteilt den Ort und mündet kurz darauf in den Arno.
Zu den Ortsteilen zählen Gabella (14 m, ca. 850 Einwohner), Montemagno (198 m, ca. 350 Einwohner),  Tiricella (225 m, ca. 50 Einwohner) und Villa (150 m, ca. 40 Einwohner).
Die Orte Castelmaggiore, Il Colle, La Corte, La Pieve, Pontegrande, Rezzano und Tre Colli gelten als Borgo (Unterort) und gehören administrativ dem Hauptort an.
Die Nachbargemeinden sind Buti, Capannori (LU), San Giuliano Terme und Vicopisano.

## Geschichte
In römischer Zeit hieß der Ort Locus Calcis (von lat. Calcis  für Kalkstein), was auf die zahlreichen Steinbrüche in der Nähe hinweist. Erstmals erwähnt wurde der Ort am 30. April 780 in einem Dokument der naheliegenden Abtei San Savino (Badia di San Savino). Im Mittelalter gehörte das Gebiet dem Bischof von Pisa. Mehrere Klöster wurden gegründet, und der Ort lebte von Landwirtschaft (wie auch heute noch vor allem Olivenanbau) und Textilerzeugung (Wolle). Die Wälder lieferten Holz für die Werften der Seerepublik Pisa. Heute ist die Gemeinde ein beliebter Wohnort im Einzugsbereich Pisas. Ein wichtiger Wirtschaftsfaktor ist der Agrotourismus.

## Kultur und Sehenswürdigkeiten
- Certosa di Pisa, Kartause in unmittelbarer Nähe des Ortskerns von Calci. Sie wurde 1366 gegründet und ist eine der größten Klosteranlagen der Toskana. In der Kirche des Klosters (Cappella di San Bruno) befindet sich das Leinwandgemälde San Bruno in gloria von Jacopo Vignali. Der Chiostrino Capitolare beherbergt das Fresko Ultima cena (Das Abendmahl) von Bernardino Poccetti (1597 entstanden).[5] Das Innere wurde von 1765 bis 1795 von dem Architekten Nicola Stassi umgebaut[6] und mit barocken Fresken verziert. Heute ist das Kloster ein Museum.[5]
  - Museo di Storia Naturale e del Territorio der Universität Pisa. Das naturgeschichtliche Museum ist in einem Teil des Klostergebäudes untergebracht. Es zeigt geologische, botanische und zoologische Sammlungen. Interessant ist eine große Galerie mit 24 Walskeletten.[5]

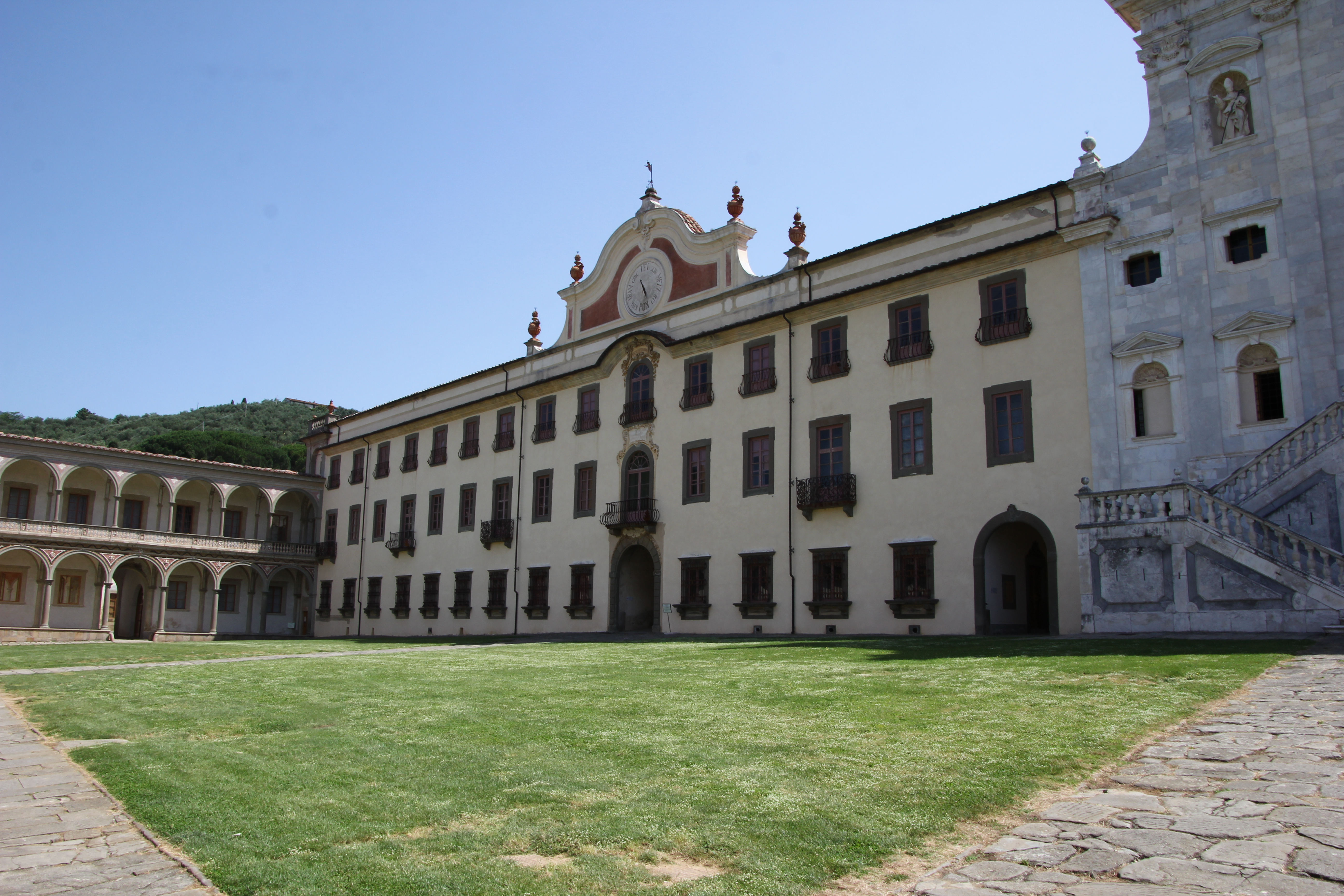
Die Kartause von Pisa (Certosa di Pisa)
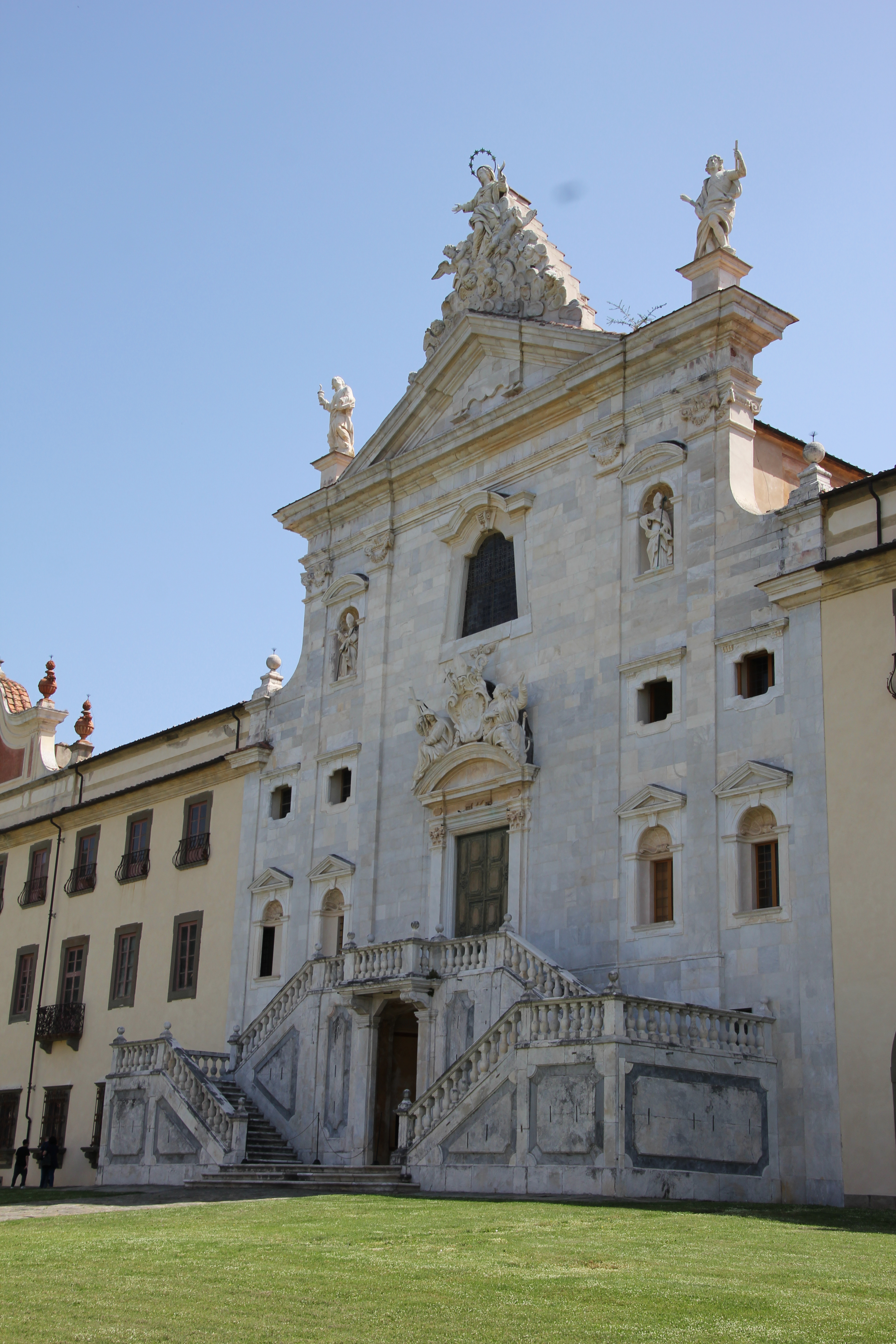
auch Certosa della Valle dei Calci genannt
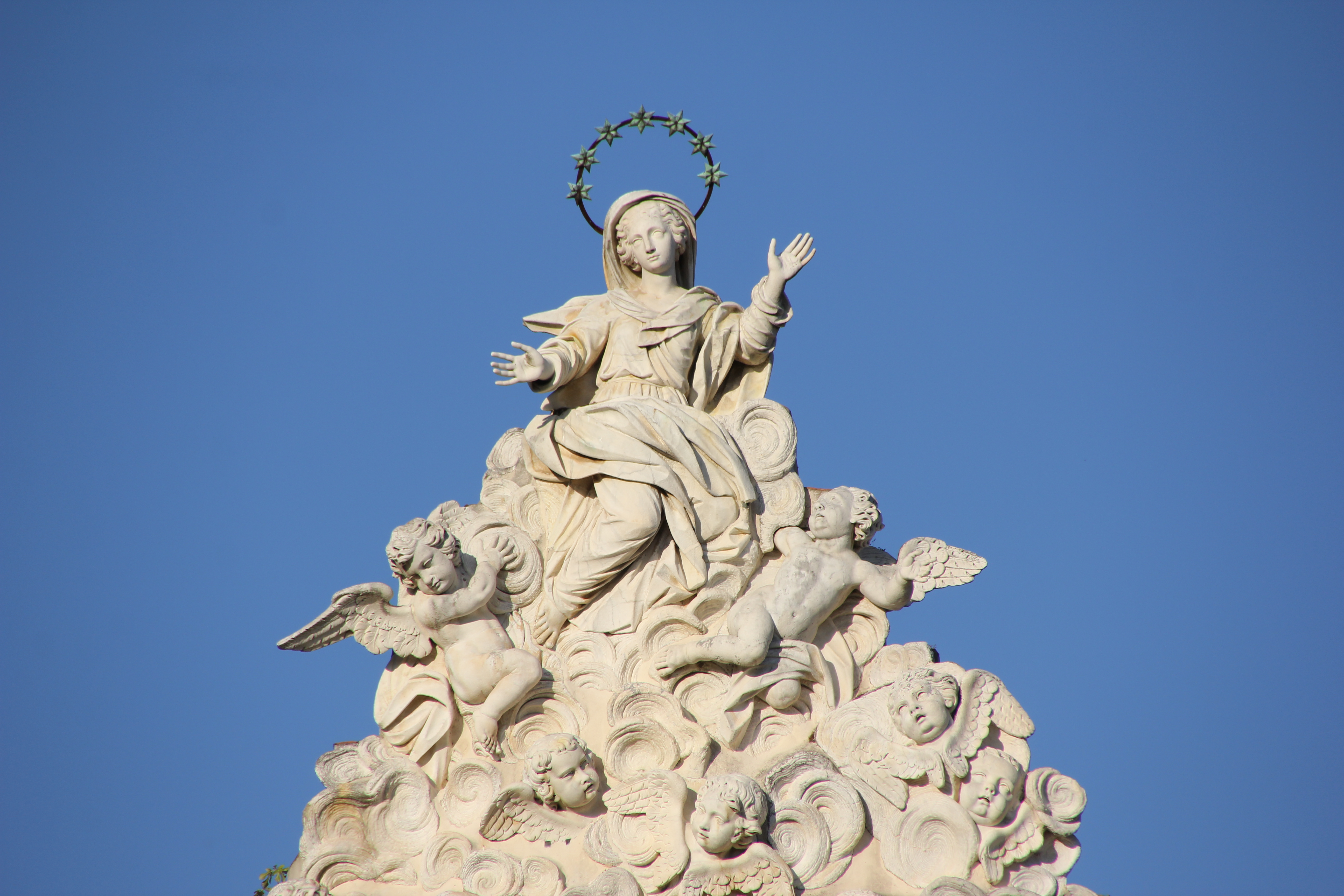
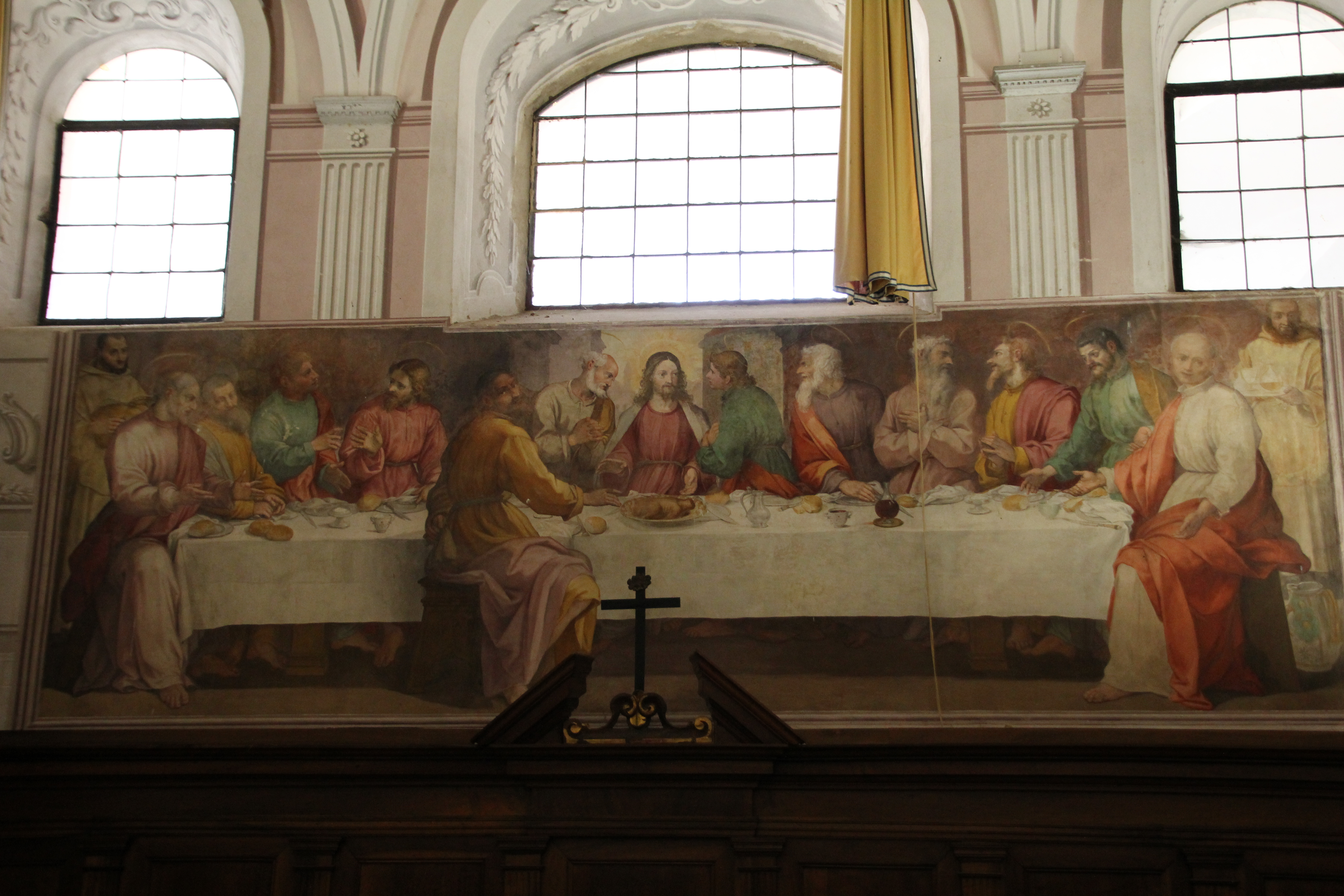
Fresko Das Abendmahl von Poccetti, 1597
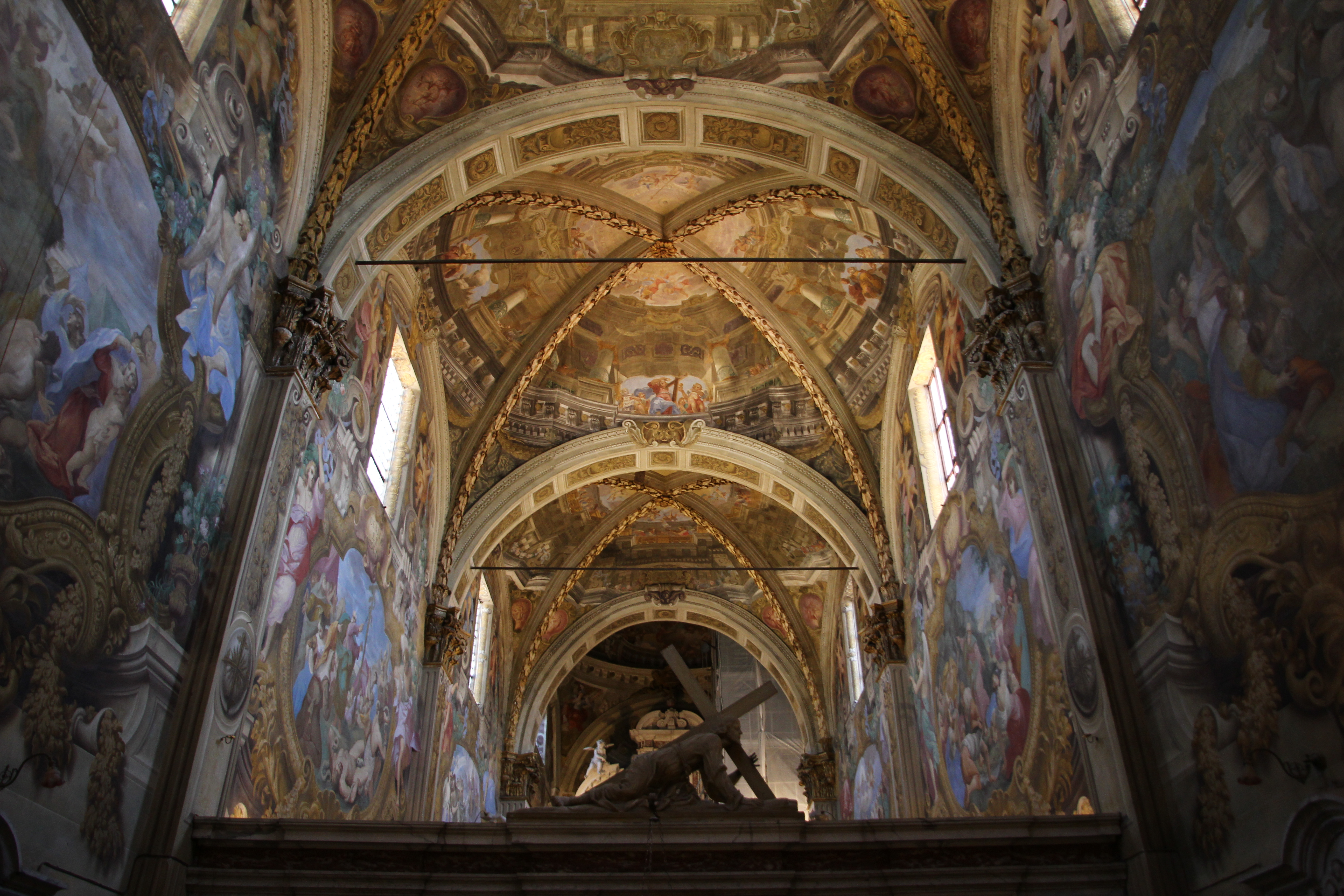
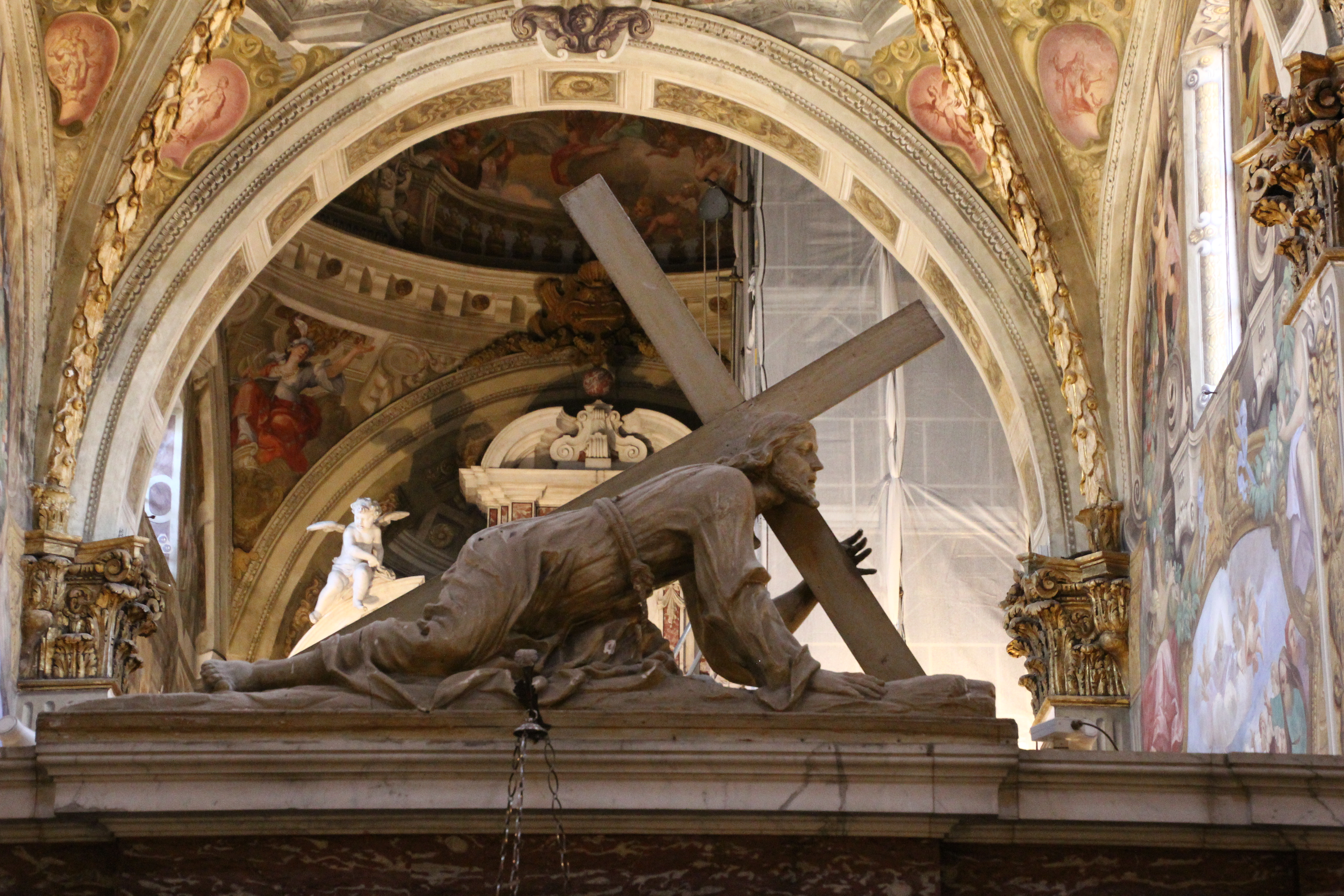
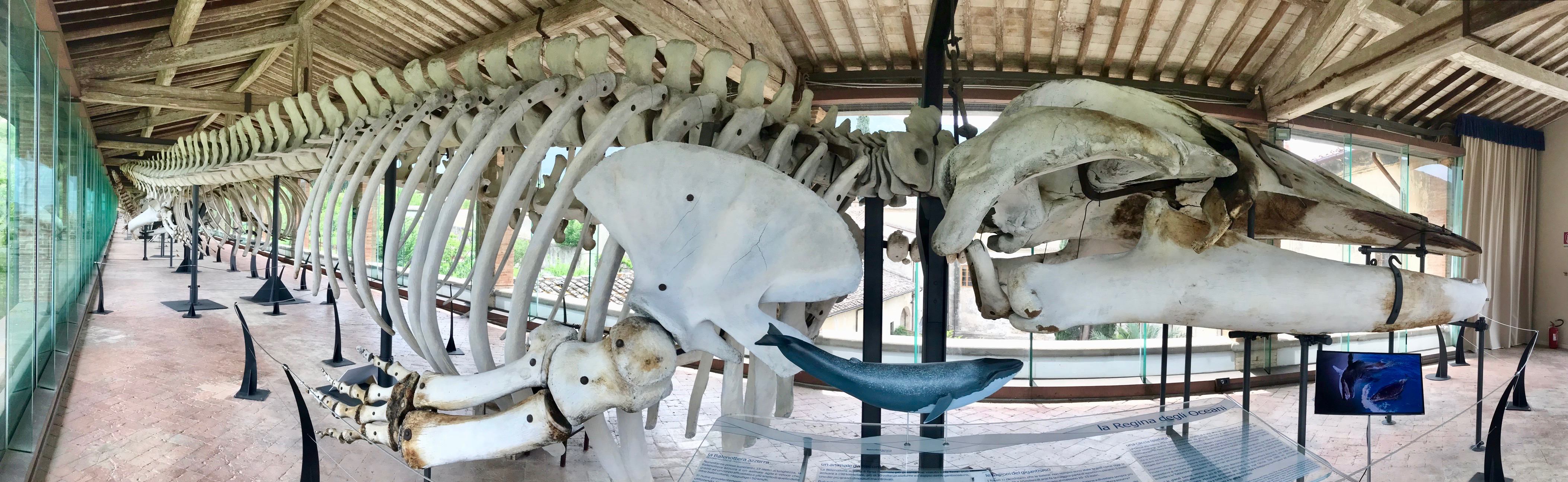
Blauwal-Skelett im Museum

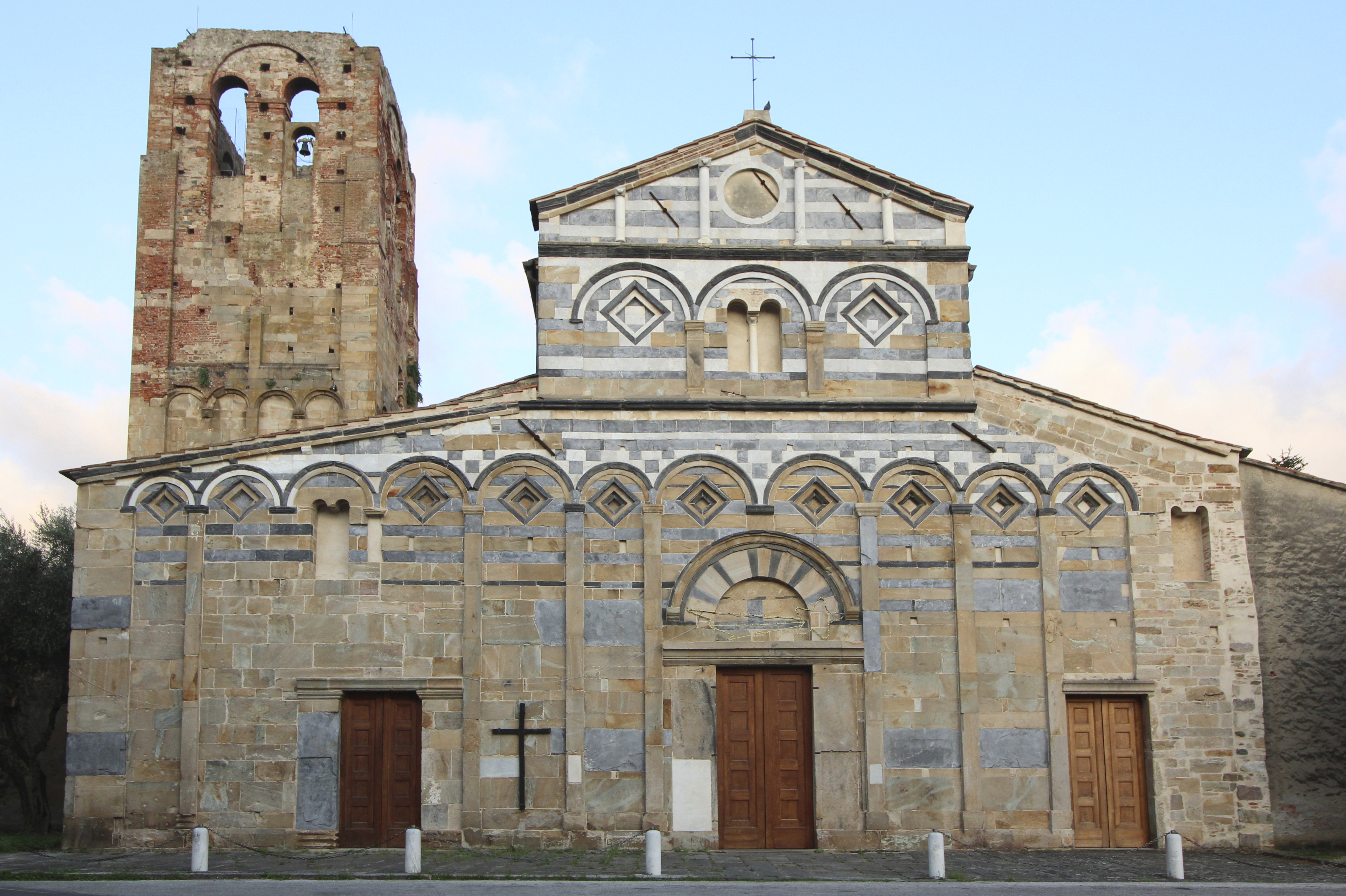
Die Kirche Pieve dei Santi Giovanni ed Ermolao

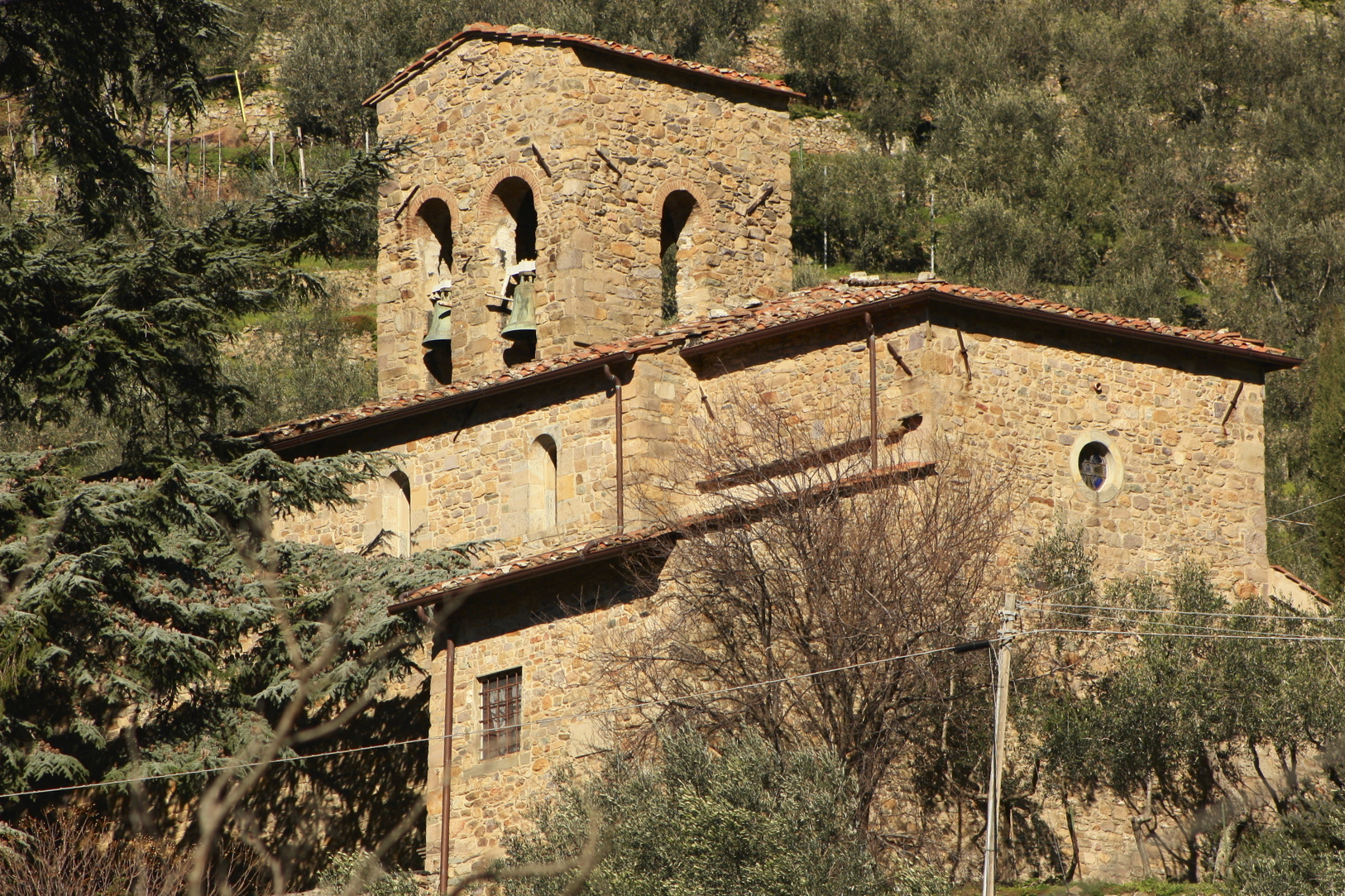
Santuario Madonna delle Grazie in Tre Colli

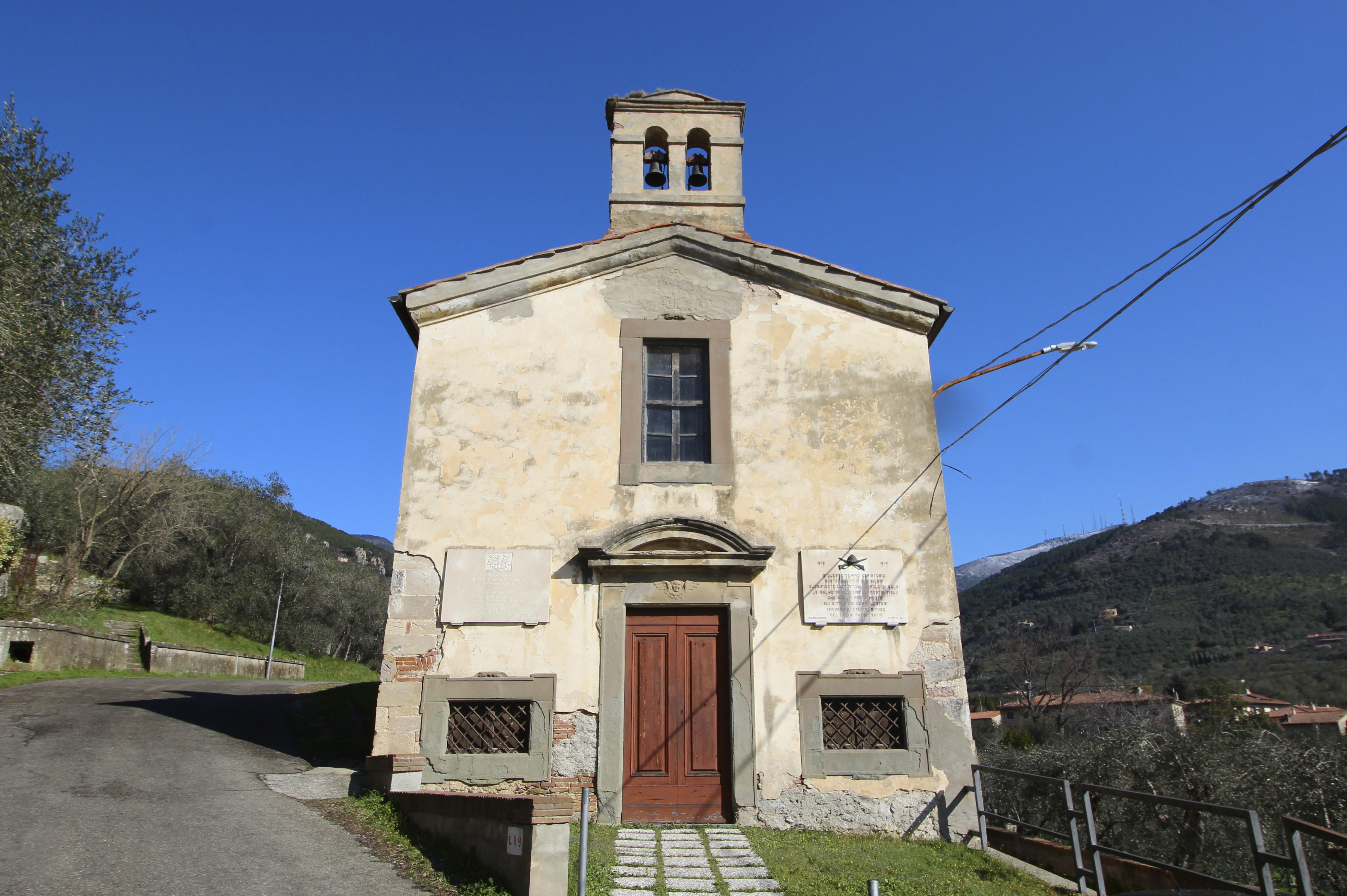
San Rocco in Colle

- Pieve dei Santissimi Giovanni ed Ermolao, Pieve, errichtet im 11. Jahrhundert, erstmals erwähnt 1116, besitzt eine Fassade im Stil der Pisaner Romanik. Der Campanile wurde nie vollendet. Das marmorne Taufbecken ist aus dem 12. Jahrhundert. Die Kirche enthält zudem zwei Werke von Aurelio Lomi (1556–1622), die Madonna col Bambino von Cecco di Pietro (Tafelbild) und ein bemaltes Holzkreuz aus dem 12. Jahrhundert.[7]
- San Piero alle Corti, Kirche am Rand des Ortskerns. Wurde erstmals 1372 als San Pietro in Cerbaia erwähnt und 1952/1953 aufgrund von Kriegsschäden komplett restauriert.[8]
- Chiesa e convento di Sant’Agostino (von 1258 bis 1264 errichtet) in der Località Nicosia, die durch Ugo da Fagiano, Bischof von Nikosia, entstand, sowie das Santuario della Madonna delle Grazie, auch San Bartolomeo Apostolo in Tre Colli, Sanktuarium im Borgo Tre Colli, deren Kirche wahrscheinlich im 11. Jahrhundert entstand und zunächst dem San Bartolomeo gewidmet war. Der Campanile entstand aus dem Ortsturm, der 1288 durch Pisa zerstört wurde und enthält eine Glocke von Nicolò Bondi aus dem Jahr 1392.[7][9]
- San Michele Arcangelo, Kirche im Ortsteil Castelmaggiore, 1023 erstmals gesichert erwähnt und 1827 vergrößert.[10]
- San Salvatore, Kirche im Ortsteil Colle, erstmals 1292 erwähnt.[11]
- San Rocco, Oratorium im Ortsteil Colle, zwischen Calci, Colle und Sant’Andrea. Entstand 1630.[12]
- Sant’Andrea, Kirche in Sant’Andrea a Lama aus dem 11. Jahrhundert.[13]
- Santa Maria ad Nives, Kirche im Ortsteil Montemagno, im 11. Jahrhundert entstanden.[14]
- San Lorenzo al Sasso, Oratorium im Ortsteil Montemagno. Entstand im 18. Jahrhundert durch die Familie Coli e Pierini, um die Kirche aus dem 12. Jahrhundert zu ersetzen.[15]
- San Martino, Kirche im Ortsteil Montemagno, erstmals gesichert erwähnt im 13. Jahrhundert.[16]
- Villa Rosselmini, ein bereits 1682 erwähntes Bauwerk mit drei Gärten südlich des Ortskerns in der Via Rosselmini 10.[17]
- Villa di Crespignano nahe der Burg Rocca Caprona (die Burg ist heute Teil der Gemeinde Vicopisano) und des Arnos. Die Villa entstand im 17. Jahrhundert durch die Familie Lanfranchi Lanfreducci und wurde 1746 durch den Architekten Ignazio Pellegrini erheblich umgestaltet.[18]

## Persönlichkeiten
- Décimo Bettini (1910–1982), französisch-italienischer Radrennfahrer